# بريت جدعون
بريت جدعون (بالإنجليزية: Brett Gideon)‏ هو لاعب كرة قاعدة أمريكي، ولد في 8 أغسطس 1963.

## وصلات خارجية
- بريت جدعون على موقعبيزبول رفرنس.كوم (الدوري الرئيسي) (الإنجليزية)
- بريت جدعون على موقعبيزبول رفرنس.كوم (الدوري الثانوي) (الإنجليزية)